# Panamá en la Copa Mundial de Fútbol de 2018
La selección de Panamá fue uno de los 32 equipos participantes en la Copa Mundial de Fútbol de 2018, torneo que se llevó a cabo del 14 de junio al 15 de julio en Rusia.

## Clasificación

### Cuarta ronda
| Selección  | Pts. | PJ | PG | PE | PP | GF | GC | Dif |
| ---------- | ---- | -- | -- | -- | -- | -- | -- | --- |
| Costa Rica | 16   | 6  | 5  | 1  | 0  | 11 | 3  | 8   |
| Panamá     | 10   | 6  | 3  | 1  | 2  | 7  | 5  | 2   |
| Haití      | 4    | 6  | 1  | 1  | 4  | 2  | 4  | -2  |
| Jamaica    | 4    | 6  | 1  | 1  | 4  | 2  | 10 | -8  |

| Fecha                   | Lugar            | Local      |                       | Resultado                                                      |                       | Visitante  |
| ----------------------- | ---------------- | ---------- | --------------------- | -------------------------------------------------------------- | --------------------- | ---------- |
| 13 de noviembre de 2015 | Kingston         | Jamaica    | Bandera de Jamaica    | 0 – 2 Archivado el 6 de marzo de 2017 en Wayback Machine.      | Bandera de Panamá     | Panamá     |
| 17 de noviembre de 2015 | Ciudad de Panamá | Panamá     | Bandera de Panamá     | 1 – 2 Archivado el 22 de diciembre de 2017 en Wayback Machine. | Bandera de Costa Rica | Costa Rica |
| 25 de marzo de 2016     | Puerto Príncipe  | Haití      | Bandera de Haití      | 0 – 0 Archivado el 6 de marzo de 2017 en Wayback Machine.      | Bandera de Panamá     | Panamá     |
| 29 de marzo de 2016     | Ciudad de Panamá | Panamá     | Bandera de Panamá     | 1 – 0 Archivado el 6 de marzo de 2017 en Wayback Machine.      | Bandera de Haití      | Haití      |
| 2 de septiembre de 2016 | Ciudad de Panamá | Panamá     | Bandera de Panamá     | 2 – 0 Archivado el 6 de marzo de 2017 en Wayback Machine.      | Bandera de Jamaica    | Jamaica    |
| 6 de septiembre de 2016 | San José         | Costa Rica | Bandera de Costa Rica | 3 – 1 Archivado el 22 de diciembre de 2017 en Wayback Machine. | Bandera de Panamá     | Panamá     |

### Quinta ronda (Hexagonal final)
| Selección         | Pts. | PJ | PG | PE | PP | GF | GC | Dif |
| ----------------- | ---- | -- | -- | -- | -- | -- | -- | --- |
| México            | 21   | 10 | 6  | 3  | 1  | 16 | 7  | 9   |
| Costa Rica        | 16   | 10 | 4  | 4  | 2  | 14 | 8  | 6   |
| Panamá            | 13   | 10 | 3  | 4  | 3  | 9  | 10 | -1  |
| Honduras          | 13   | 10 | 3  | 4  | 3  | 13 | 19 | -6  |
| Estados Unidos    | 12   | 10 | 3  | 3  | 4  | 17 | 13 | 4   |
| Trinidad y Tobago | 6    | 10 | 2  | 0  | 8  | 7  | 19 | -12 |

| Fecha                   | Lugar            | Local             |                              | Resultado                                                       |                              | Visitante         |
| ----------------------- | ---------------- | ----------------- | ---------------------------- | --------------------------------------------------------------- | ---------------------------- | ----------------- |
| 11 de noviembre de 2016 | San Pedro Sula   | Honduras          | Bandera de Honduras          | 0 – 1 Archivado el 6 de marzo de 2017 en Wayback Machine.       | Bandera de Panamá            | Panamá            |
| 15 de noviembre de 2016 | Ciudad de Panamá | Panamá            | Bandera de Panamá            | 0 – 0 Archivado el 6 de marzo de 2017 en Wayback Machine.       | Bandera de México            | México            |
| 24 de marzo de 2017     | Puerto España    | Trinidad y Tobago | Bandera de Trinidad y Tobago | 1 – 0 Archivado el 6 de marzo de 2017 en Wayback Machine.       | Bandera de Panamá            | Panamá            |
| 28 de marzo de 2017     | Ciudad de Panamá | Panamá            | Bandera de Panamá            | 1 – 1 Archivado el 6 de marzo de 2017 en Wayback Machine.       | Bandera de Estados Unidos    | Estados Unidos    |
| 8 de junio de 2017      | San José         | Costa Rica        | Bandera de Costa Rica        | 0 – 0 Archivado el 22 de diciembre de 2017 en Wayback Machine.  | Bandera de Panamá            | Panamá            |
| 13 de junio de 2017     | Ciudad de Panamá | Panamá            | Bandera de Panamá            | 2 – 2 Archivado el 16 de septiembre de 2016 en Wayback Machine. | Bandera de Honduras          | Honduras          |
| 1 de septiembre de 2017 | Ciudad de México | México            | Bandera de México            | 1 – 0 Archivado el 22 de diciembre de 2017 en Wayback Machine.  | Bandera de Panamá            | Panamá            |
| 5 de septiembre de 2017 | Ciudad de Panamá | Panamá            | Bandera de Panamá            | 3 – 0 Archivado el 17 de septiembre de 2016 en Wayback Machine. | Bandera de Trinidad y Tobago | Trinidad y Tobago |
| 6 de octubre de 2017    | Orlando          | Estados Unidos    | Bandera de Estados Unidos    | 4 – 0 Archivado el 16 de septiembre de 2016 en Wayback Machine. | Bandera de Panamá            | Panamá            |
| 10 de octubre de 2017   | Ciudad de Panamá | Panamá            | Bandera de Panamá            | 2 – 1 Archivado el 1 de diciembre de 2017 en Wayback Machine.   | Bandera de Costa Rica        | Costa Rica        |

### Goleadores
| Jugador          | Goles | Asistencias | Minuto | PJ |
| ---------------- | ----- | ----------- | ------ | -- |
| Luis Tejada      | 2     | -           | -      | -  |
| Gabriel Torres   | 2     | -           | -      | -  |
| Abdiel Arroyo    | 2     | -           | -      | -  |
| Román Torres     | 2     | -           | -      | -  |
| Felipe Baloy     | 1     | -           | -      | -  |
| Armando Cooper   | 1     | -           | -      | -  |
| Fidel Escobar    | 1     | -           | -      | -  |
| Gabriel Gómez    | 1     | -           | -      | -  |
| Blas Pérez       | 1     | -           | -      | -  |
| Alberto Quintero | 1     | -           | -      | -  |

## Amistosos previos
| 14 de noviembre de 2017 | Gales            | 1:1 (0:0) | Panamá                | Cardiff City Stadium, Cardiff |                            |
|                         | Tom Lawrence 75' |           | 90'+3' Armando Cooper | Árbitro(s): Bart Vertenten    | Árbitro(s): Bart Vertenten |

| 22 de marzo de 2018 | Dinamarca | 1:0 (0:0) | Panamá | Estadio Brøndby, Copenhague |                      |
| 13:00               | Sisto 69' | Reporte   |        | Árbitro(s): N. Doyle        | Árbitro(s): N. Doyle |

| 27 de marzo de 2018 | Suiza                                                                                | 6:0 (4:0) | Panamá | Swissporarena, Lucerna     |                            |
|                     | Džemaili 22' · Xhaka 31' · Embolo 33' · Zuber 39' · Gavranović 49' · Fabian Frei 68' | Reporte   |        | Árbitro(s): Oliver Drachta | Árbitro(s): Oliver Drachta |

| 17 de abril de 2018 | Trinidad y Tobago | 0:1 (0:0) | Panamá                | Estadio Ato Boldon, Couva |                        |
|                     |                   |           | 90'+3' Jesus Gonzalez | Árbitro(s): Reon Radix    | Árbitro(s): Reon Radix |

| 29 de mayo de 2018 | Panamá | 0:0 | Irlanda del Norte | Estadio Rommel Fernández, Ciudad de Panamá |  |
|                    |        |     |                   | Árbitro(s): Henry Bejarano                 |  |

| 6 de junio de 2018 | Noruega        | 1:0 (1:0) | Panamá | Ullevaal Stadion, Oslo       |                              |
|                    | Joshua King 4' |           |        | Árbitro(s): Serdar Gözübüyük | Árbitro(s): Serdar Gözübüyük |

## Participación

### Lista de convocados
Técnico:  Hernán Darío Gómez
| No. | Pos. | Jugador              | Fecha de nacimiento (edad)         | Apa. | Goles | Club                     |
| --- | ---- | -------------------- | ---------------------------------- | ---- | ----- | ------------------------ |
| 1   | POR  | Jaime Penedo         | 26 de septiembre de 1981 (36 años) | 131  | 0     | Dinamo București         |
| 2   | DEF  | Michael Amir Murillo | 11 de febrero de 1996 (22 años)    | 22   | 2     | New York Red Bulls       |
| 3   | DEF  | Harold Cummings      | 1 de marzo de 1992 (26 años)       | 52   | 0     | San Jose Earthquakes     |
| 4   | DEF  | Fidel Escobar        | 9 de enero de 1995 (23 años)       | 23   | 1     | New York Red Bulls       |
| 5   | DEF  | Román Torres         | 20 de marzo de 1986 (32 años)      | 111  | 10    | Seattle Sounders         |
| 6   | MED  | Gabriel Gómez        | 29 de mayo de 1984 (34 años)       | 144  | 12    | Atlético Bucaramanga     |
| 7   | DEL  | Blas Pérez           | 13 de marzo de 1981 (37 años)      | 118  | 43    | Municipal                |
| 8   | MED  | Édgar Bárcenas       | 23 de octubre de 1993 (24 años)    | 29   | 0     | Cafetaleros de Tapachula |
| 9   | DEL  | Gabriel Torres       | 31 de octubre de 1988 (29 años)    | 72   | 14    | Huachipato               |
| 10  | DEL  | Ismael Díaz          | 12 de mayo de 1997 (21 años)       | 11   | 2     | Deportivo Fabril         |
| 11  | MED  | Armando Cooper       | 26 de noviembre de 1987 (30 años)  | 98   | 7     | Universidad de Chile     |
| 12  | POR  | José Calderón        | 14 de agosto de 1985 (32 años)     | 31   | 0     | Chorrillo                |
| 13  | DEF  | Adolfo Machado       | 14 de febrero de 1985 (33 años)    | 76   | 1     | Houston Dynamo           |
| 14  | MED  | Valentín Pimentel    | 30 de mayo de 1991 (27 años)       | 23   | 1     | Plaza Amador             |
| 15  | DEF  | Erick Davis          | 31 de marzo de 1991 (27 años)      | 38   | 0     | Dunajská Streda          |
| 16  | DEL  | Abdiel Arroyo        | 13 de diciembre de 1993 (24 años)  | 33   | 5     | Alajuelense              |
| 17  | DEF  | Luis Ovalle          | 7 de septiembre de 1988 (29 años)  | 25   | 0     | CD Olimpia               |
| 18  | DEL  | Luis Tejada†         | 28 de marzo de 1982 (36 años)      | 105  | 43    | Sport Boys               |
| 19  | MED  | Ricardo Ávila        | 4 de febrero de 1997 (21 años)     | 5    | 0     | KAA Gent                 |
| 20  | MED  | Aníbal Godoy         | 10 de febrero de 1990 (28 años)    | 59   | 2     | San Jose Earthquakes     |
| 21  | MED  | José Luis Rodríguez  | 19 de junio de 1998 (19 años)      | 2    | 0     | KAA Gent                 |
| 22  | POR  | Álex Rodríguez       | 5 de agosto de 1990 (27 años)      | 6    | 0     | San Francisco            |
| 23  | DEF  | Felipe Baloy         | 24 de febrero de 1981 (37 años)    | 102  | 3     | Municipal                |

### Fase de grupos
| Selección  | Pts | PJ | PG | PE | PP | GF | GC | Dif |
| ---------- | --- | -- | -- | -- | -- | -- | -- | --- |
| Bélgica    | 9   | 3  | 3  | 0  | 0  | 9  | 2  | 7   |
| Inglaterra | 6   | 3  | 2  | 0  | 1  | 8  | 3  | 5   |
| Túnez      | 3   | 3  | 1  | 0  | 2  | 5  | 8  | -3  |
| Panamá     | 0   | 3  | 0  | 0  | 3  | 2  | 11 | -9  |

#### Bélgica vs. Panamá
| 18 de junio de 2018, 18:00 (UTC+3)                      | Bélgica                      | 3:0 (0:0) | Panamá | Estadio Fisht, Sochi                                      |                                                           |
|                                                         | Mertens 47' · Lukaku 69' 75' | Reporte   |        | Asistencia: 43 257 espectadores Árbitro(s): Janny Sikazwe | Asistencia: 43 257 espectadores Árbitro(s): Janny Sikazwe |
| Debut absoluto de Panamá en una Copa Mundial de Fútbol. |                              |           |        |                                                           |                                                           |

|  |  |

| GK               | 1  | Thibaut Courtois  |     |     |
| CB               | 2  | Toby Alderweireld |     |     |
| CB               | 20 | Dedryck Boyata    |     |     |
| CB               | 5  | Jan Vertonghen    | 59' |     |
| RM               | 15 | Thomas Meunier    | 14' |     |
| CM               | 7  | Kevin De Bruyne   | 88' |     |
| CM               | 6  | Axel Witsel       |     | 90' |
| LM               | 11 | Yannick Carrasco  |     | 74' |
| RW               | 14 | Dries Mertens     |     | 83' |
| LW               | 10 | Eden Hazard       |     |     |
| CF               | 9  | Romelu Lukaku     |     |     |
| Cambios:         |    |                   |     |     |
| MF               | 19 | Mousa Dembélé     |     | 74' |
| MF               | 16 | Thorgan Hazard    |     | 83' |
| MF               | 22 | Nacer Chadli      |     | 90' |
| Entrenador:      |    |                   |     |     |
| Roberto Martínez |    |                   |     |     |

| GK                 | 1  | Jaime Penedo         |       |     |
| RB                 | 2  | Michael Amir Murillo | 51'   |     |
| CB                 | 5  | Román Torres         |       |     |
| CB                 | 4  | Fidel Escobar        |       |     |
| LB                 | 15 | Erick Davis          | 18'   |     |
| DM                 | 6  | Gabriel Gómez        |       |     |
| CM                 | 11 | Armando Cooper       | 49'   |     |
| CM                 | 20 | Aníbal Godoy         | 57'   |     |
| RW                 | 8  | Édgar Bárcenas       | 45+2' | 63' |
| LW                 | 21 | José Luis Rodríguez  |       | 63' |
| CF                 | 7  | Blas Pérez           |       | 73' |
| Cambios:           |    |                      |       |     |
| FW                 | 9  | Gabriel Torres       |       | 63' |
| FW                 | 10 | Ismael Díaz          |       | 63' |
| FW                 | 18 | Luis Tejada          |       | 73' |
| Entrenador:        |    |                      |       |     |
| Hernán Darío Gómez |    |                      |       |     |

| Jugador del Partido: Romelu Lukaku Árbitros asistentes: Jerson Dos Santos Zakhele Siwela Cuarto árbitro: Ryuji Sato Quinto árbitro: Toru Sagara Árbitro asistente de video: Bastian Dankert Árbitros asistentes del árbitro asistente de video: Felix Zwayer Sander van Roekel Danny Makkelie |

#### Inglaterra vs. Panamá
| 24 de junio de 2018, 15:00 (UTC+3)                                                         | Inglaterra                                                     | 6:1 (5:0) | Panamá    | Estadio de Nizhni Nóvgorod, Nizhni Nóvgorod              |                                                          |
|                                                                                            | Stones 8' 40' · Kane 22' (pen.) 45+1' (pen.) 62' · Lingard 36' | Reporte   | Baloy 78' | Asistencia: 43 319 espectadores Árbitro(s): Ghead Grisha | Asistencia: 43 319 espectadores Árbitro(s): Ghead Grisha |
| Felipe Baloy marcó el primer gol de la Panamá en la historia de la Copa Mundial de Fútbol. |                                                                |           |           |                                                          |                                                          |

|  |  |

| GK               | 1  | Jordan Pickford    |     |     |
| CB               | 2  | Kyle Walker        |     |     |
| CB               | 5  | John Stones        |     |     |
| CB               | 6  | Harry Maguire      |     |     |
| DM               | 8  | Jordan Henderson   |     |     |
| CM               | 21 | Ruben Loftus-Cheek | 24' |     |
| CM               | 7  | Jesse Lingard      |     | 63' |
| RM               | 12 | Kieran Trippier    |     | 70' |
| LM               | 18 | Ashley Young       |     |     |
| CF               | 10 | Raheem Sterling    |     |     |
| CF               | 9  | Harry Kane         |     | 63' |
| Cambios:         |    |                    |     |     |
| FW               | 11 | Jamie Vardy        |     | 63' |
| DF               | 17 | Fabian Delph       |     | 63' |
| DF               | 3  | Danny Rose         |     | 70' |
| Entrenador:      |    |                    |     |     |
| Gareth Southgate |    |                    |     |     |

| GK                 | 1  | Jaime Penedo         |     |     |
| RB                 | 2  | Michael Amir Murillo | 72' |     |
| CB                 | 5  | Román Torres         |     |     |
| CB                 | 4  | Fidel Escobar        | 44' |     |
| LB                 | 15 | Erick Davis          |     |     |
| DM                 | 6  | Gabriel Gómez        |     | 69' |
| CM                 | 11 | Armando Cooper       | 10' |     |
| CM                 | 20 | Aníbal Godoy         |     | 62' |
| RW                 | 8  | Édgar Bárcenas       |     | 69' |
| LW                 | 21 | José Luis Rodríguez  |     |     |
| CF                 | 7  | Blas Pérez           |     |     |
| Cambios:           |    |                      |     |     |
| MF                 | 19 | Ricardo Ávila        |     | 62' |
| FW                 | 16 | Abdiel Arroyo        |     | 69' |
| DF                 | 23 | Felipe Baloy         |     | 69' |
| Entrenador:        |    |                      |     |     |
| Hernán Darío Gómez |    |                      |     |     |

| Jugador del Partido: Harry Kane Árbitros asistentes: Redouane Achik Waleed Ahmed Cuarto árbitro: Norbert Hauata Quinto árbitro: Bertrand Brial Árbitro asistente de video: Danny Makkelie Árbitros asistentes del árbitro asistente de video: Paweł Gil Sander van Roekel Mark Geiger |

#### Panamá vs. Túnez
| 28 de junio de 2018, 21:00 (UTC+3) | Panamá            | 1:2 (1:0) | Túnez                        | Mordovia Arena, Saransk                                     |                                                             |
|                                    | Meriah 33' (a.g.) | Reporte   | Ben Youssef 51' · Khazri 66' | Asistencia: 37 168 espectadores Árbitro(s): Nawaf Shukralla | Asistencia: 37 168 espectadores Árbitro(s): Nawaf Shukralla |

| Panamá | Túnez |

| GK                 | 1  | Jaime Penedo        |       |     |
| RB                 | 13 | Adolfo Machado      |       |     |
| CB                 | 5  | Román Torres        |       | 56' |
| CB                 | 4  | Fidel Escobar       |       |     |
| LB                 | 17 | Luis Ovalle         |       |     |
| DM                 | 6  | Gabriel Gómez       | 80'   |     |
| CM                 | 20 | Aníbal Godoy        |       |     |
| CM                 | 19 | Ricardo Ávila       | 78'   | 81' |
| RW                 | 8  | Édgar Bárcenas      |       |     |
| LW                 | 21 | José Luis Rodríguez |       |     |
| CF                 | 9  | Gabriel Torres      |       | 46' |
| Cambios:           |    |                     |       |     |
| DF                 | 3  | Harold Cummings     |       | 46' |
| FW                 | 18 | Luis Tejada         | 90+6' | 56' |
| FW                 | 16 | Abdiel Arroyo       |       | 81' |
| Entrenador:        |    |                     |       |     |
| Hernán Darío Gómez |    |                     |       |     |

| GK            | 16 | Aymen Mathlouthi        |       |     |
| RB            | 21 | Hamdi Nagguez           |       |     |
| CB            | 6  | Rami Bedoui             |       |     |
| CB            | 4  | Yassine Meriah          |       |     |
| LB            | 5  | Oussama Haddadi         |       |     |
| CM            | 13 | Ferjani Sassi           | 44'   | 46' |
| CM            | 17 | Ellyes Skhiri           |       |     |
| CM            | 20 | Ghailene Chaalali       | 90+3' |     |
| RF            | 8  | Fakhreddine Ben Youssef |       |     |
| CF            | 10 | Wahbi Khazri            |       | 89' |
| LF            | 23 | Naïm Sliti              |       | 77' |
| Cambios:      |    |                         |       |     |
| FW            | 9  | Anice Badri             | 71'   | 46' |
| MF            | 15 | Ahmed Khalil            |       | 77' |
| MF            | 18 | Bassem Srarfi           |       | 89' |
| Entrenador:   |    |                         |       |     |
| Nabil Maâloul |    |                         |       |     |

| Jugador del Partido: Fakhreddine Ben Youssef Árbitros asistentes: Yaser Tulefat Taleb Al Maari Cuarto árbitro: Mehdi Abid Charef Quinto árbitro: Hiroshi Yamauchi Árbitro asistente de video: Tiago Martins Árbitros asistentes del árbitro asistente de video: Abdulrahman Al-Jassim Marvin Torrentera Sandro Ricci |